# BB10m
Die Yacht BB10m ist eine 4-Mann-Kielyacht aus Dänemark. Sie wurde 1977 von dem Bootsbauer und Inhaber der international bekannten Drachen-Bootswerft Børresens Bådebyggeri in Vejle Børge Børresen (1920–2007) und seinem Sohn Anders Børresen entworfen.
Die Bezeichnung BB10m leitet sich aus den Anfangsbuchstaben der Bauwerft Børresens Bådebyggeri und der Bootslänge 10 Meter ab.
Konzipiert war die Yacht für Segelregatten und fürs Tourensegeln, aufgrund der überragenden Segeleigenschaften wird es fast ausschließlich für Regatten genutzt. Viele Regattacrews sehen in der BB10m die ideale Regattayacht ihrer Zeit. Die einfache Segelhandhabung an Bord ermöglicht es auch die Yacht problemlos einhand zu segeln. Anders Børrensen realisierte 1979 mit einer BB10m eine Einhand-Atlantiküberquerung.
Seit dem 19. Januar 1991 ist die BB10m eine eingetragene Einheitsklasse bei der Dansk Sejlunion. Die Regatten im Rahmen der Dänischen Meisterschaften haben immer wieder gezeigt, dass insbesondere ältere Schiffe vorderste Plätze belegen und dies oftmals ohne aufwändige Ausrüstung und neue Segel. Die BB10m wird bis heute bei Børresens Bådebyggeri mit einem Kunststoffrumpf und Deck gebaut, aber vornehmlich in Dänemark und Deutschland gesegelt. In Süddeutschland findet man BB10m-Yachten mit modifizierten Riggs, wegen der zum Teil schwachen Windverhältnisse.
BB10m-Yachten sieht man auf vielen Regattabahnen in Skandinavien, Deutschland und der Schweiz. Oftmals gewinnt eine BB10m die Wertung über alles. Die offenen Dänischen Meisterschaften werden seit 25 Jahren jährlich durchgeführt. Diese Wettfahrten ziehen immer wieder die besten skandinavischen Segler an. Die Leistungsdichte in dieser Einheitsklasse ist so dicht, dass die Regattaserie in der Regel erst mit der letzten von sechs Wettfahrten entschieden wird. Interessanterweise findet man in den Ergebnislisten der Dänischen Meister über alle Jahre selten eine Crew, die zwei Jahre hintereinander gewonnen hat.